# Angeles (San Rafael)
Angeles è un distretto della Costa Rica facente parte del cantone di San Rafael, nella provincia di Heredia.
Angeles comprende 12 rioni (barrios):
- Calle Hernández
- Castillo
- Cerro Redondo
- Getsemaní
- Joaquina
- Lobos
- Montecito
- Palma
- Paso Viga
- Quintanar de la Sierra
- Saca
- Uvita